# 2-es busz (Keszthely)
A keszthelyi 2-es jelzésű autóbusz az Autóbusz-állomás - Fodor utca - Autóbusz-állomás útvonalon közlekedik. A vonalat a Volánbuszüzemelteti.

## Közlekedése
Csak hétköznapokon közlekedik, 5 járat.

## Útvonala
| Autóbusz-állomás → Fodor utca → Autóbusz-állomás |
| --- |
| Autóbusz-állomás – Kazinczy utca – Erzsébet királyné útja – Bem József utca – Rákóczi tér – Vásár tér – Lehel utca – József Attila utca – Sopron utca – Bástya utca – Pál utca – Georgikon utca – Stromfeld Aurél utca – Vaszary Kolos utca – Vaszary utca, autóbusz-forduló – Vaszary Kolos utca – Fodor utca – Szent Miklós utca – Deák Ferenc utca – Sörház utca – Kossuth Lajos utca – Mártírok útja – Autóbusz-állomás |

## Megállóhelyei
| 0  | Autóbusz-állomás               |                 | Keszthely Autóbusz-állomás, Városi strand, Városi sporttelep, Helikon park                                                   |
| 1  | Városi strand                  | 1, 5            | Városi strand, Helikon park, Móló, Hotel Helikon                                                                             |
| 2  | Erzsébet királyné útja         | 1, 5            | |
| 3  | Bem utca                       | 1, 5            | Fő tér, Piac tér, Vajda János Gimnázium, Magyarok Nagyasszonya-templom, Várkert, Keszthelyi Televízió, Polgármesteri Hivatal |
| 5  | Rákóczi tér                    | 1, 5, C5        | Rákóczi tér, Keszthely Plaza                                                                                                 |
| 7  | Lehel utca                     | 1, 5, C5        | Egry József Általános Iskola                                                                                                 |
| 8  | Bástya utca                    | 1, 5, C5        | Festetics Kastély, Helikon Kastélymúzeum, Kastélypark, Történelmi modellvasút kiállítás és Vadászati Múzeum                  |
| 12 | Stromfeld Aurél utca           |                 | |
| 13 | Vaszary utca, Omnia presszó    |                 | Japán-Magyar Életfa Iskola                                                                                                   |
| 15 | Vaszary utca, autóbusz-forduló |                 | Nemzeti Közlekedési Hatóság                                                                                                  |
| 16 | Vaszary utca, óvoda            |                 | Japán-Magyar Életfa Iskola                                                                                                   |
| 17 | Fodor utca 2.                  |                 | |
| 18 | Fodor utca, iskola             |                 | Csány-Szendrey Általános Művelődési Központ                                                                                  |
| 19 | Szent Miklós utca, tanpálya    |                 | |
| 20 | Szent Miklós utca 6.           | 3, 70, C5       | |
| 21 | Deák Ferenc utca               |                 | Balatoni Múzeum |
| 23 | Sörház utca                    | 1, 3, 5, 70     | Földhivatal, Fő tér, Várkert, Magyarok Nagyasszonya-templom, Keszthelyi Televízió                                            |
| 24 | Csók István utca               | 1, 3, 5, 70     | |
| 25 | Autóbusz-állomás               | 1, 3, 5, 70, C5 | Keszthely Autóbusz-állomás, Városi strand, Városi sporttelep, Helikon park                                                   |